# Paris–Roubaix 2016
Das Radrennen Paris–Roubaix 2016 war die 114. Austragung des Radsportklassikers. Es wurde am Sonntag, den 10. April 2016, ausgetragen und war das zehnte Rennen des Jahres im Rahmen der UCI WorldTour.

## Teilnehmende Mannschaften
| WorldTeams (18)- AG2R La Mondiale - Astana - BMC Racing Team - Cannondale - Dimension Data - Etixx-Quick Step - FDJ - Giant-Alpecin - IAM Cycling - Katusha - Lampre-Merida - Lotto NL-Jumbo - Lotto-Soudal - Movistar Team - Orica-GreenEDGE - Sky - Tinkoff - Trek-Segafredo Professional Continental Teams (7)- Bora-Argon 18 - Cofidis, Solutions Crédits - Delko-Marseille Provence-KTM - Direct Énergie - Fortuneo-Vital Concept - Topsport Vlaanderen-Baloise - Wanty-Groupe Gobert |
| |

## Strecke

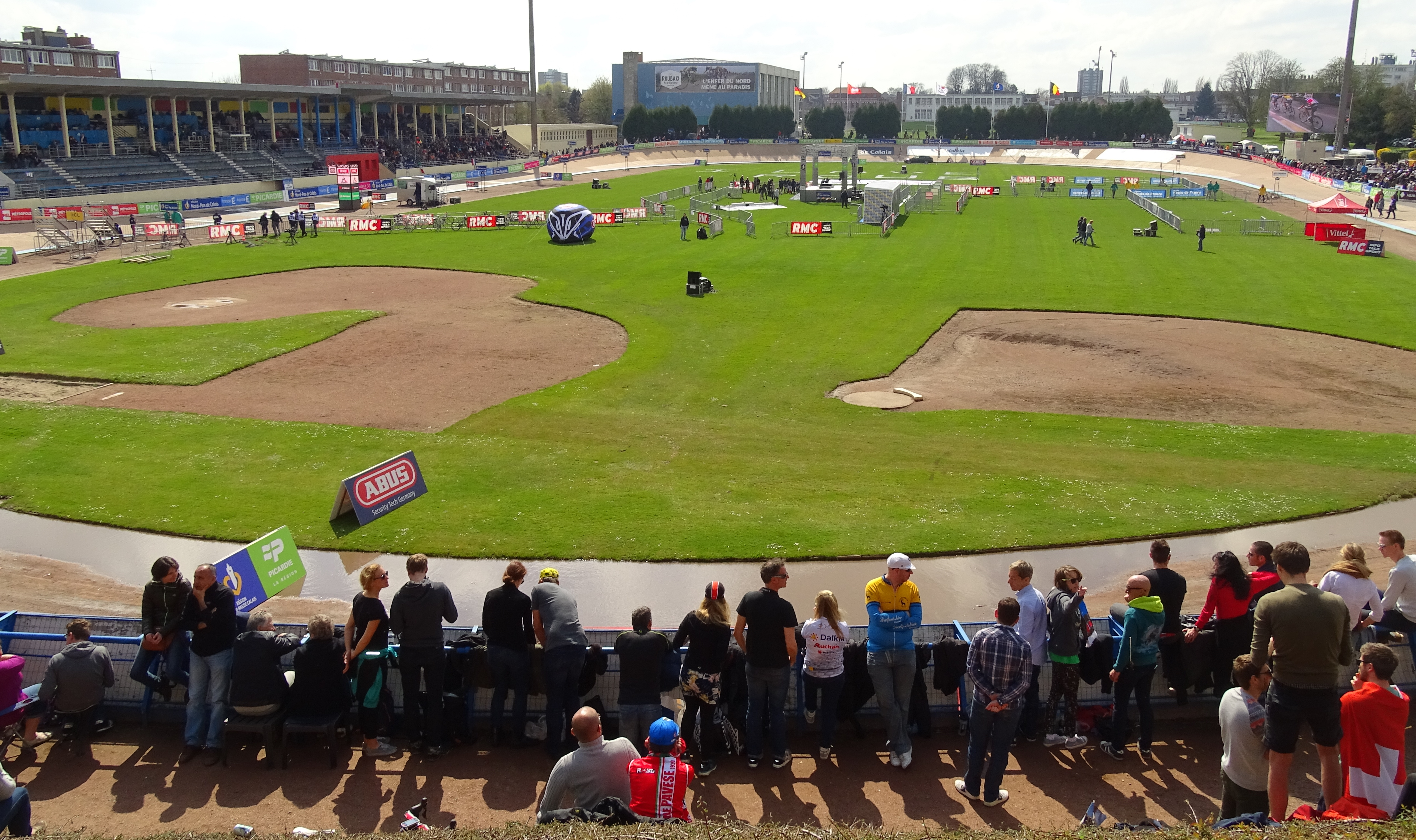
Das Velodrom am Renntag

Die Strecke von Paris–Roubaix 2016 war 257,5 Kilometer lang. Das Rennen startete nicht, wie sein Name vorgibt, in Paris, sondern im 80 Kilometer nördlich gelegenen Compiègne. Nach einem kurzen neutralisierten Abschnitt begann das Rennen mit dem so genannten „scharfen Start“ in Clairoix.
Die ersten 98,5 Kilometer waren eher flach, bevor die Fahrer auf insgesamt 27 Pavé-Sektoren trafen, die härtesten davon sind die Strecken durch den Trouée d’Arenberg (18), Mons-en-Pévèle (10), Carrefour de l’Arbre (4) sowie eine in diesem Jahr neue Sektion von Capelle nach Ruesnes. Die letzten 750 Meter des Rennens wurden in der Radrennbahn von Roubaix gefahren. Der Sieger Mathew Hayman überfuhr nach knapp sechs Stunden den Zielstrich in der Radrennbahn.

### Kopfsteinpflaster-Sektoren

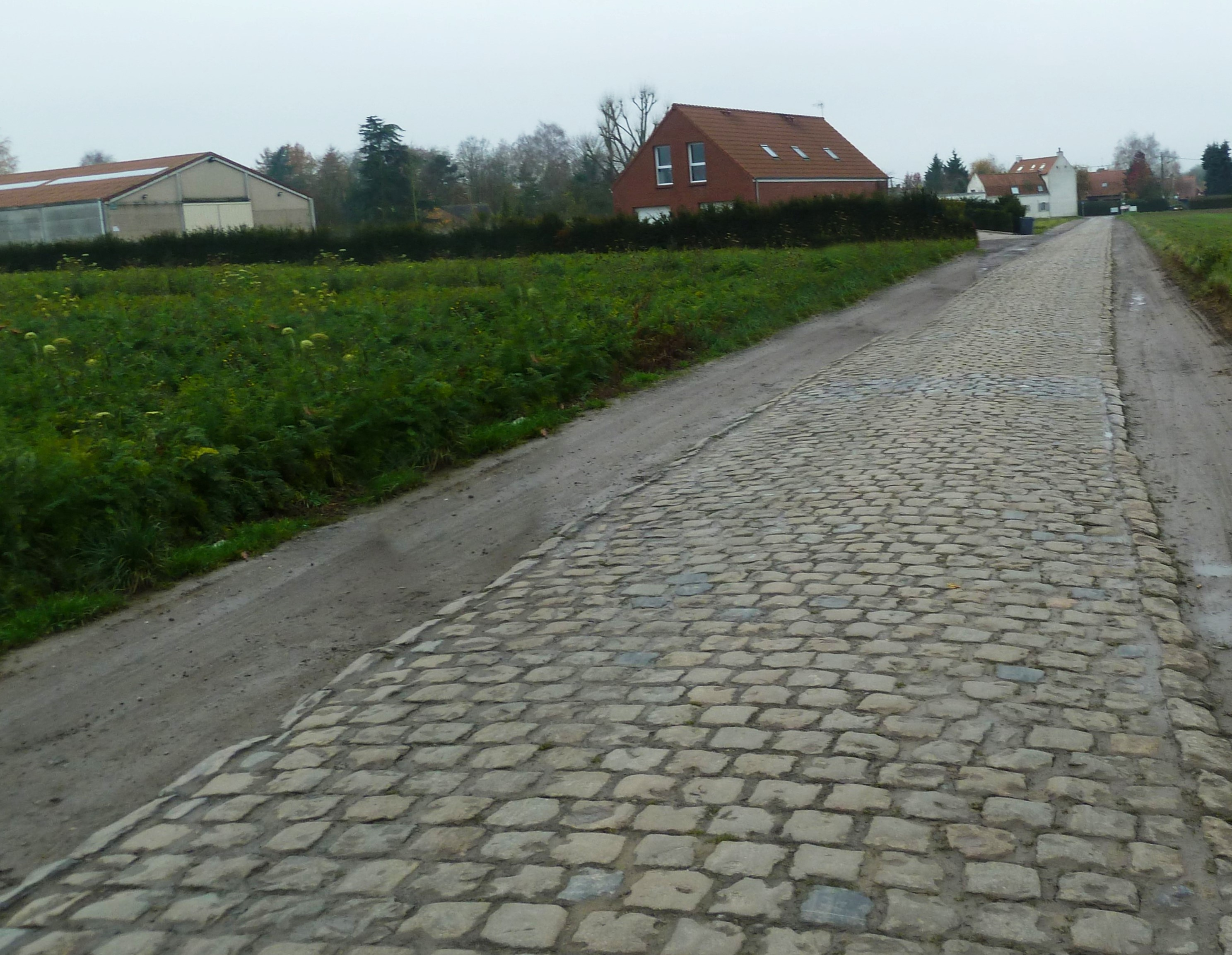
Der Pavé-Sektor in Gruson

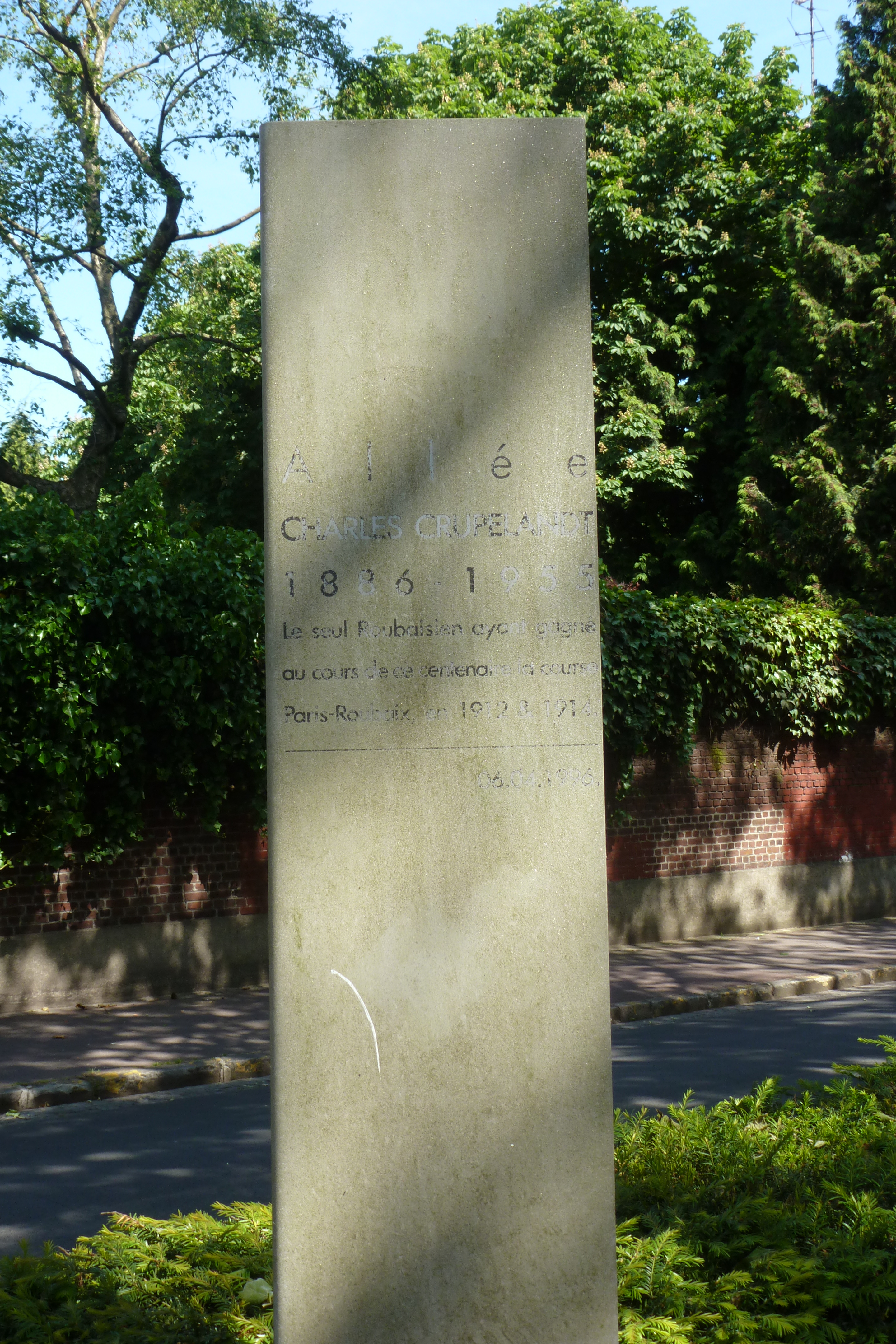
Stele am Eingang zur Allée Charles Crupelandt

| Sektor                                 | Name                                   | Kilometerstand                         | Länge (in km) |
| -------------------------------------- | -------------------------------------- | -------------------------------------- | ------------- |
| 27                                     | Troisvilles à Inchy                    | 98,5                                   | 2,2           |
| 26                                     | Viesly à Quiévy                        | 105                                    | 1,8           |
| 25                                     | Quiévy à Saint-Python                  | 107,5                                  | 3,7           |
| 24                                     | Saint-Python                           | 112,5                                  | 1,5           |
| 23                                     | Verchain-Maugré à Quérénaing           | 120,5                                  | 2,3           |
| 22                                     | Capelle – Ruesnes (Hameau du Buat)     | 127                                    | 1,7           |
| 21                                     | Quérénaing à Maing                     | 137,5                                  | 2,5           |
| 20                                     | Maing à Monchaux-sur-Écaillon          | 141                                    | 1,6           |
| 19                                     | Haveluy à Wallers                      | 154                                    | 2,5           |
| 18                                     | Trouée d’Arenberg                      | 162                                    | 2,4           |
| 17                                     | Wallers à Hélesmes                     | 168                                    | 1,6           |
| 16                                     | Hornaing à Wandignies-Hamage           | 175                                    | 3,7           |
| 15                                     | Warlaing à Brillon                     | 182,5                                  | 2,4           |
| 14                                     | Tilloy – Sars-et-Rosières              | 186                                    | 2,4           |
| 13                                     | Beuvry-la-Forêt–Orchies                | 192,5                                  | 1,4           |
| 12                                     | Orchies                                | 197,5                                  | 1,7           |
| 11                                     | Auchy-lez-Orchies – Bersée             | 203,5                                  | 2,7           |
| 10                                     | Mons-en-Pévèle                         | 209                                    | 3             |
| 9                                      | Mérignies – Avelin                     | 215                                    | 0,7           |
| 8                                      | Pont-Thibaut à Ennevelin               | 218                                    | 1,4           |
| 7                                      | Moulin-de-Vertain                      | 224,5                                  | 0,5           |
| 6                                      | Cysoing à Bourghelles                  | 231                                    | 1,3           |
| 6                                      | Bourghelles à Wannehain                | 233,5                                  | 1,1           |
| 5                                      | Camphin-en-Pévèle                      | 238                                    | 1,8           |
| 4                                      | Carrefour de l’Arbre                   | 240,5                                  | 2,1           |
| 3                                      | Gruson                                 | 243                                    | 1,1           |
| 2                                      | Willems à Hem                          | 249,5                                  | 1,4           |
| 1                                      | Espace Charles Crupelandt              | 256,5                                  | 0,3           |
| Gesamte Strecke über Kopfsteinpflaster | Gesamte Strecke über Kopfsteinpflaster | Gesamte Strecke über Kopfsteinpflaster | 52,8          |

## Rennergebnis

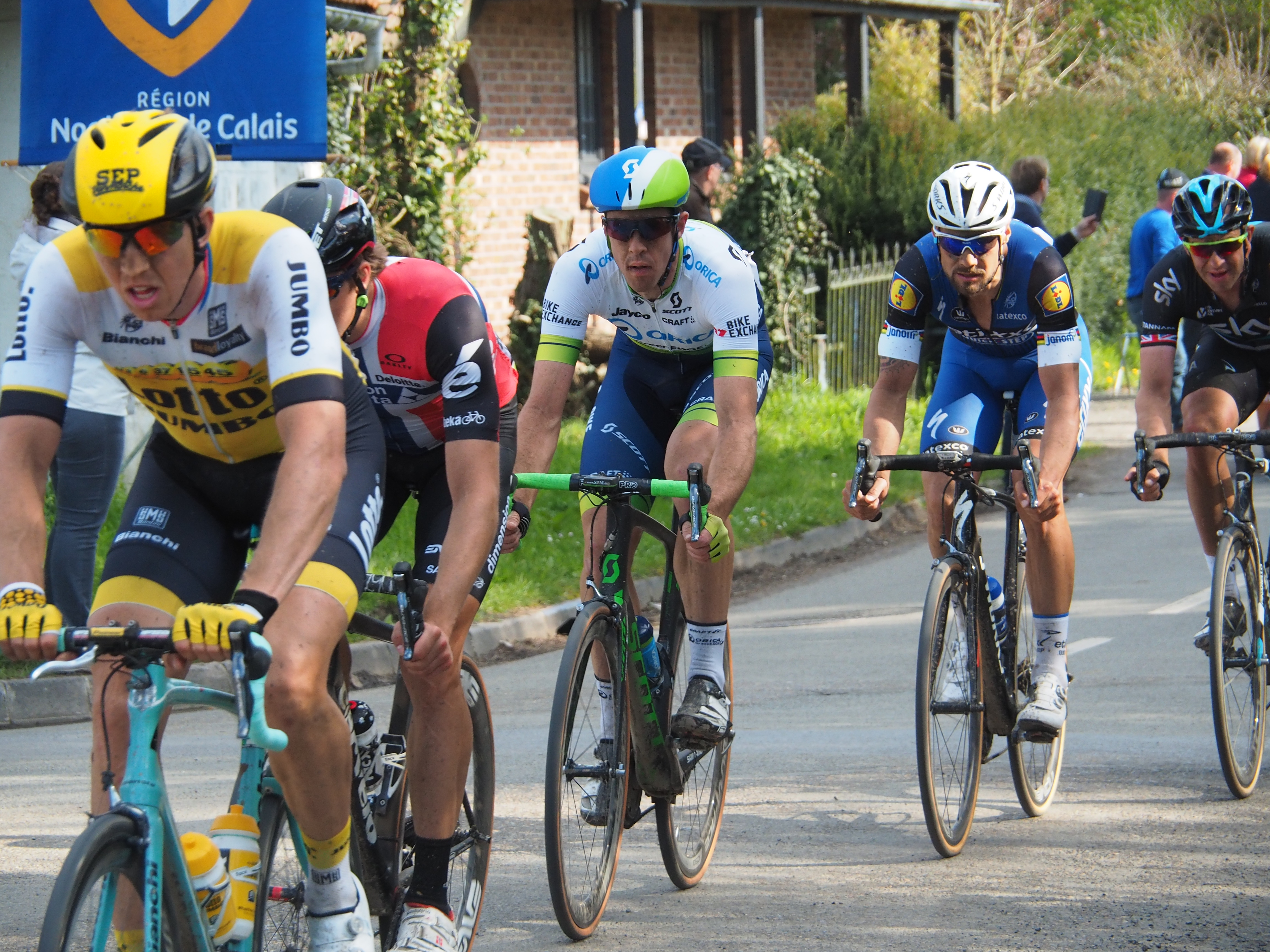
Die führenden Fahrer acht Kilometer vor dem Ziel (v. l. n. r.): Sep Vanmarcke, Edvald Boasson Hagen, Mathew Hayman, Tom Boonen und Ian Stannard

| #      | Fahrer               | Team                | Zeit       |
| ------ | -------------------- | ------------------- | ---------- |
| Sieger | Mathew Hayman        | Orica GreenEdge     | 5h 51' 53" |
| 2.     | Tom Boonen           | Etixx-Quick Step    | gl. Zeit   |
| 3.     | Ian Stannard         | Team Sky            | gl. Zeit   |
| 4.     | Sep Vanmarcke        | Team Lotto NL-Jumbo | gl. Zeit   |
| 5.     | Edvald Boasson Hagen | Team Dimension Data | + 0' 03"   |
| 6.     | Heinrich Haussler    | IAM Cycling         | + 1' 00"   |
| 7.     | Marcel Sieberg       | Lotto Soudal        | gl. Zeit   |
| 8.     | Aleksejs Saramotins  | IAM Cycling         | gl. Zeit   |
| 9.     | Imanol Erviti        | Movistar Team       | gl. Zeit   |
| 10.    | Adrien Petit         | Direct Énergie      | gl. Zeit   |